# شاين برنس
شاين برنس (بالإنجليزية: Shane Prince)‏ هو لاعب هوكي الجليد أمريكي، ولد في 16 نوفمبر 1992 في روتشستر في المملكة المتحدة.

## وصلات خارجية
- شاين برنس على موقع دوري الهوكي الوطني (الإنجليزية)
- شاين برنس على موقع دوري الهوكي للقارات (الإنجليزية)
- شاين برنس على موقع EliteProspects.com (الإنجليزية)
- شاين برنس على موقع Eurohockey.com (الإنجليزية)
- شاين برنس على موقع HockeyDB.com (الإنجليزية)
- شاين برنس على موقع Hockey-Reference.com (الإنجليزية)